# Seegefecht am Raz de Sein
Die Schlacht am Raz de Sein war ein Seegefecht zwischen dem französischen Linienschiff Hercule unter Kapitän Louis Lhéritier und dem britischen Linienschiff HMS Mars unter Kapitän Alexander Hood am 21. April 1798.

## Vorgeschichte
Mit dem Friedensvertrag von Campo Formio am 17. Oktober 1797 war Großbritannien der einzig verbliebene Gegner Frankreichs. Sowohl in Paris als auch in London richtete sich die Aufmerksamkeit Anfang 1798 auf das Mittelmeer und in Großbritannien wurde die Regierung sich immer mehr bewusst, dass die Verteidigung britischer Interessen auf der Aufrechterhaltung der engen Blockade der französischen Flotte in Brest beruhte.
Am 12. April 1798 segelten 10 Linienschiffe, darunter die HMS Mars und die HMS Ramillies, unter dem Kommando von Admiral Alexander Hood dem Viscount Bridport von ihrem Winterankerplatz in St. Helens auf der Isle of Wight zur bretonischen Küste.

### Auftakt
Am 21. April gegen 11:00 Uhr sichteten die Ausgucke der Mars und der Ramillies in östlicher Richtung 10 Seemeilen entfernt zwei fremde Segel, worauf beide Schiffe die Verfolgung aufnahmen.
Um 14:00 Uhr, als die britischen Schiffe zu den unbekannten Schiffen aufgeschlossen hatten, tauchte aus östlicher Richtung etwa 4 Seemeilen entfernt ein weiteres Linienschiff auf. Das Schiff, das sich als die Hercule unter Louis Lhéritier herausstellte, bewegte sich in südöstlicher Richtung entlang der Küste in Richtung Brest. Die Mars und die Ramillies brachen daraufhin um 17:45 Uhr die Verfolgung der beiden zuerst entdeckten Schiffe ab und folgten der Hercule. Um 18:20 Uhr fiel die Ramillies, die ihre Vormarsstenge verloren hatte, zurück, sodass die Verfolgung nur noch von der Mars fortgesetzt wurde. Um seinen Verfolgern zu entkommen, versuchte L’Héritier, durch das Gewässer des Raz de Sein, eine felsige Passage mit starker Strömung zwischen der Île de Sein und der Pointe du Raz, zu flüchten. Um 20:30 Uhr gaben die Franzosen den Versuch auf, sich gegen die Strömung vorzuarbeiten, L’Héritier ließ die Segel bergen, den Anker fallen und stellte sich den Briten zum Kampf.

### Die Schlacht
Um 20:45 Uhr drehte die Mars bei und versuchte, sich in eine effektive Angriffsposition zu begeben. Die unvorhersehbare Strömung hinderte die Briten jedoch so sehr daran, dass Kapitän Hood beschloss, die Mars direkt längsseits der Hercule zu legen. Um 21:15 Uhr eröffneten die Franzosen das Feuer, was die Briten sofort erwiderten. Zehn Minuten lang feuerte die Hercule auf die Masten und die Takelage der Mars, während die Briten weiterhin versuchten, ihre Position zu halten, bevor sie sich um 21:25 Uhr etwas vor die Hercule schoben und den Anker warfen. Dabei verfingen sich beide Anker, woraufhin die Mars heftig gegen die Hercule geschleudert wurde.
Kurz darauf begannen beide Seiten aufeinander zu feuern. Nachdem es den Franzosen unter großen Verlusten zweimal misslungen war, die Mars zu entern, hissten die Franzosen gegen 10:30 Uhr die weiße Flagge als Zeichen für ihre Kapitulation. Die Verluste waren auf beiden Seiten hoch: 20 Minuten nach Beginn des Gefechts traf eine Musketenkugel Hood in den Oberschenkel und durchtrennte seine Oberschenkelarterie. Der tödlich verwundete Hood wurde unter Deck gebracht und das Kommando an Leutnant William Butterfield übergeben.

### Nachwirkungen
Um 22:50 Uhr erreichte die Fregatte Jason den Ort des Gefechts, übernahm die Gefangenen und begann, beide Linienschiffe aus dem Gewässer von Raz de Sein zu schleppen. Die Verluste auf französischer Seite betrugen 290 Tote und Verwundete, die Briten hatten 30 Tote und  60 Verletzte zu beklagen.
Nachdem  L’Héritier nach Frankreich zurückgekehrt war, wurde er vor ein Kriegsgericht gestellt, aber von allen Anklagepunkten freigesprochen und in einem Brief des Marineministers, Étienne Eustache Bruix, ausdrücklich für seinen Widerstand gelobt. In Großbritannien wurde Butterfield zum Commander befördert, und Hoods Leichnam in der Nähe seines Hauses in Butleigh, Somerset, beigesetzt.